# 柑橘

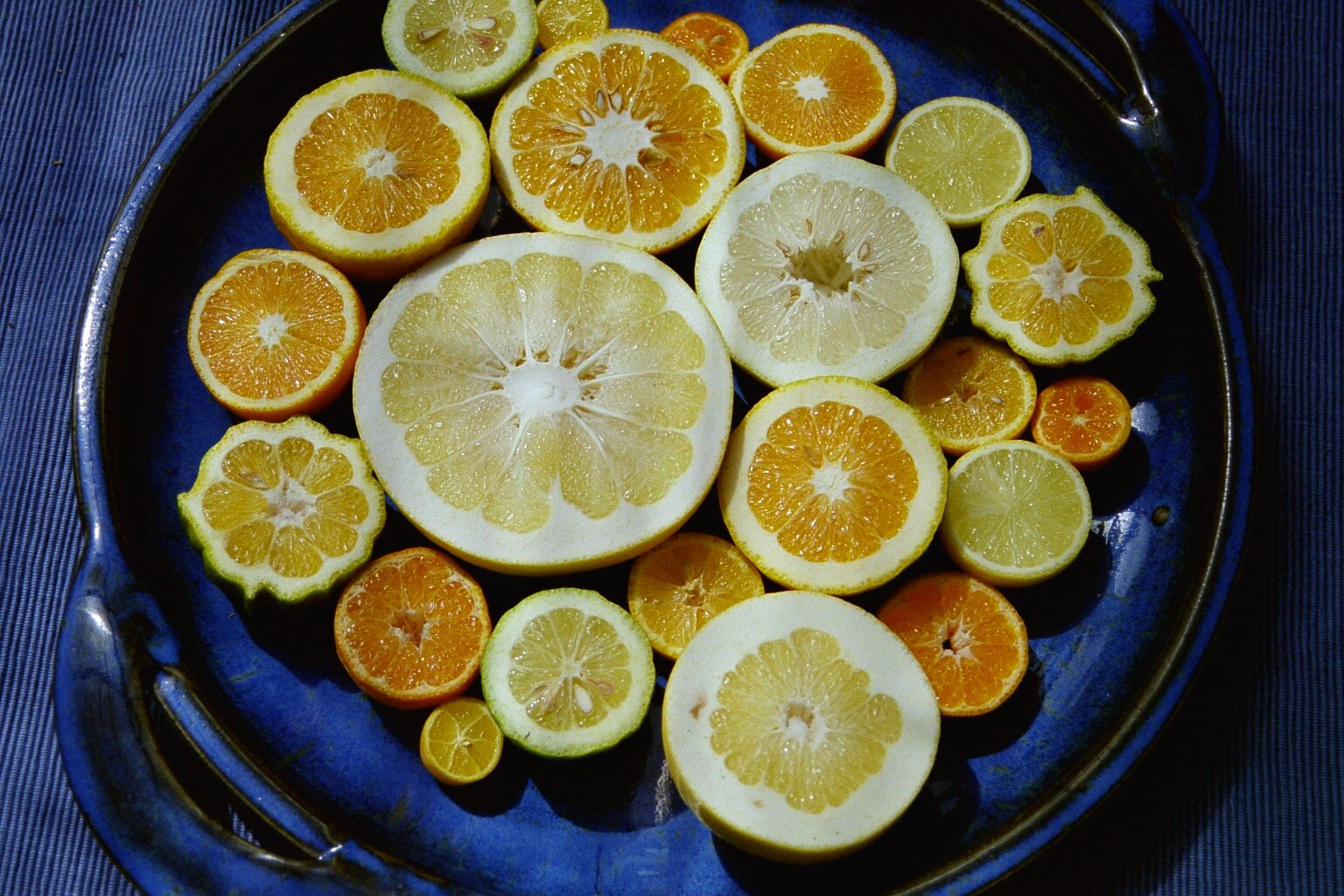
上圖是各種柑橘之橫截面。其中有些柑橘品種是來自於兩種或多個種源頭物種之雜交種。
在中文裡，柑橘屬之各種物種、雜交種、變種、栽培品種合稱為柑橘。

柑橘是對於野生及栽培環境中各種芸香科柑橘属之水果統稱，包含該屬各物種、雜交種、變種及栽培品種；具體而言，主要種類有柚、枸橼、橘、柑、橙、酸橙、葡萄柚、檸檬、萊姆、和金柑等等。
柑橘類水果之組成十分複雜，主要原因在於柑橘屬果樹很容易在形態完全不同之物種間雜交，人類所栽培之柑橘類水果固然有原始野生品種之延續，但更多的是兩個或多個源始物種之雜交種，因此導致外觀相似的柑橘類水果可能實際上是來自完全不同之源頭物種；而相反地，外觀看起來孑然不同之柑橘類水果，卻可能擁有十分近似之遺傳物質，僅因芽突變而有所不同。
目前人類對於野生和栽培柑橘類植物之詳細基因組分析表明，柑橘類植物的起源中心可能是喜馬拉雅山區的東南山麓，並以該處為起始點輻射向外擴展；迄今為止，在南亞、東亞和澳大利亞等地區，至少已經發現10種野生柑橘之存在，而現今大多數商業品種之柑橘類水果正是這些野生柑橘雜交之產物，其中來自於柚、枸橼、橘等三個源頭物種之雜交種為最多。
柑橘是世界上產量最大的水果，目前的年產量已超過了一億噸之門檻；以2006年為例，巴西是世界上柑橘產量最多之國家，其次是中國、美國、墨西哥和西班牙。

## 品種
- Alemow
阿萊檬（英语：Citrus macrophylla）
- Amanatsu
甘夏
- Balady citron
以色列香櫞（英语：Balady citron）
- Bampeiyu
晚白柚
- Bergamot orange
香檸檬
- Bitter orange
苦橙
- Blood lime
血萊姆（英语：Blood lime）
- Blood orange
血橙
- Buddha's hand
佛手柑
- Calamansi
四季橘
- Chinotto
厚葉橙（英语：Citrus myrtifolia）
- Citron
枸櫞
- Clementine
克里邁丁红橘
- Cleopatra mandarin
克婁巴特拉橘
- Daidai
代代酸橙（英语：Daidai）
- Dekopon
凸頂柑（不知火）
- Desert lime
澳洲沙漠萊姆（英语：Citrus glauca）
- Diamante citron
鑽石枸櫞（英语：Diamante citron）
- Dooja
澳洲圓萊姆（英语：Citrus australis）
- Finger lime
澳洲手指萊姆（英语：Citrus australasica）
- Grapefruit
葡萄柚（西柚）
- Greek citron
希臘枸櫞（英语：Greek citron）
- Hassaku
八朔
- Hong Kong kumquat
山橘
- Hebesu
平兵衛酢（英语：Hebesu）
- Hyuganatsu
日向夏
- Ichang papeda
宜昌橙
- Imperial lemon
帝王檸檬（英语：Imperial lemon）
- Iyokan
伊予柑
- Jabara
賈巴拉柑橘（英语：Jabara (citrus)）
- Jiangsu kumquat
長壽金柑
- Kabosu
臭橙
- Kaffir lime
箭葉橙
- Kawachi bankan
河內晚柑
- Key lime
墨西哥萊姆
- Khasi papeda
凱西大翼橙（英语：Citrus latipes）
- King orange
陶柑（英语：Cam sành）
- Kinnow
金諾橘（英语：Kinnowa）
- Kishu mikan
紀州蜜柑
- Kiyomi
清見
- Komikan
櫻島小蜜柑（英语：Komikan (fruit)）
- Kumquat
金柑
- Lemon
檸檬
- Lemonade fruit
檸檬汽水果（英语：Lemonade fruit）
- Limequat
萊姆金柑（英语：Limequat）
- Limetta
甜青檸
- Lumia
梨檸檬（英语：Lumia (citrus)）
- Mandarin orange
橘
- Matou wentan
麻豆文旦
- Melogold
蜜羅金柚（英语：Melogold）
- Meyer lemon
梅爾檸檬
- Murcott
茂谷柑（英语：Murcott (fruit)）
- Nagami kumquat
長實金柑
- Natsumikan
夏蜜柑
- Navel orange
臍橙
- Odichukuthi
歐迪丘庫提
- Orange
橙
- Ogonkan
黄金柑
- Orangelo
橙柚（英语：Orangelo）
- Orangequat
橘金柑（英语：Orangequat）
- Oroblanco
白金葡萄柚
- Persian lime
波斯萊姆（英语：Persian lime）
- Pomelo
柚（文旦)
- Ponderosa lemon
龐德羅莎檸檬（英语：Ponderosa lemon）
- Ponkan
椪柑
- Rangpur
黎檬
- Rough lemon
粗皮檸檬（英语：Rough lemon）
- Sanbokan
三寶柑
- Shonan gold
湘南黃金
- Sudachi
酢橘
- Sunki
酸橘
- Sweet limetta
甜青檸
- Tachibana orange
立花橘
- Taiwan tangerine
臺灣香檬
- Tangelo
橘柚
- Tangerine
寬皮柑
- Tangor
橘柑
- Tankan
桶柑
- Ugli fruit
牙買加醜橘
- Unshu mikan
溫州蜜柑
- Valencia orange
晚倫西亞橙（英语：Valencia orange）
- Willowleaf mandarin
地中海紅橘（英语：Citrus × deliciosa）
- Yukou
柚香柑（英语：Yukou (Japanese citrus)）
- Yuzu
香橙